# Jorge Horacio Serna
Jorge Horacio Serna Castañeda (Medellín, Antioquia, 27 de outubro de 1979) é um futebolista colombiano.
Seu último clube foi o Atlético Paranaense, mas foi dispensado pelo clube.